# Kỳ nghỉ của Mr. Bean
Kỳ nghỉ hè của Bean (tựa gốc tiếng Anh: Mr. Bean's Holiday) là một bộ phim hài hước năm 2007 của Anh do Steve Bendelack làm đạo diễn. Diễn viên Rowan Atkinson thủ vai chính là ngài Bean. Bộ phim này là phim cuối cùng của loạt phim Mr. Bean cũng như là sự xuất hiện cuối cùng của Rowan Atkinson trong vai ngài Bean. Đây là phim tiếp theo của phim hài Bean năm 1997.
Atkinson nói có thể Kỳ nghỉ hè của Bean sẽ là phim cuối cùng của loạt phim Mr. Bean. Ông không chắc ông sẽ xuất hiện trở lại trong vai Mr. Bean.

## Nội dung
Ở Luân Đôn, vào một ngày trời mưa xầm xì, ông Bean đi quay số ở nhà thờ và may mắn trúng được những phần thưởng: một chiếc máy quay phim, 200 euro tiền mặt và một tấm thẻ vàng đi du lịch ở Cannes - bãi biển miền Nam nước Pháp. Lúc đến Paris, ông Bean định đi trên chuyến tàu thứ nhất nhưng do cà vạt của ông kẹt trong máy bán bánh mì baguette nên ông đã bị trễ chuyến tàu.
Trước khi lên chuyến tàu thứ hai, ông Bean vào một nhà hàng ở ga và loay hoay với thực đơn bằng tiếng Pháp. Sau đó ông gọi món hải sản sống và đã nuốt nguyên vẹn cả con tôm vào bụng. Ông thấy món hàu có mùi hôi nên khi ông hầu bàn đến, Bean giả vờ nuốt và sau đó đã đổ chúng vào cái giỏ xách của người bàn bên cạnh. Ông thấy có điện thoại vang lên trong túi xách của người đó và sợ bị phát hiện nên ông vội vàng trả tiền và chạy đi mất hút. Sau đó người bàn bên cạnh hét ầm cả lên vì thấy đống hàu sống ở bên trong giỏ xách.
Ông Bean nhờ một hành khách đang cầm 2 ly nước đang sắp lên tàu cầm dùm máy quay ghi hình ông lên tàu, ghi hình xong thì ông nhận lấy máy quay ở trên tàu, hành khách kia quay người cuối xuống cầm hai ly nước rồi lên tàu nhưng tàu đã đóng cửa, hành khách kia chạy theo tàu trong khi người con trai sát kính cửa sổ trên tàu la lớn với người bố chạy theo. Đó là cậu bé người Nga tên Stepan có người bố không kịp lên tàu đó và tàu đã chạy mất. Ông Bean làm mọi cách để cậu bé vui nhưng đều thất bại. Lúc xuống tàu, ông đã để quên chiếc va-li ở trên tàu và đã khóc vì mất. Khi biết chuyến tàu tiếp theo mà bố của Stepan đang ở trên đó sẽ không dừng lại ở ga này, Bean nhanh chóng ghi hình lại số điện thoại mà ông bố đang cầm. Nhưng ngón tay của ông bố đã che mất 2 số cuối. Bean quyết định gọi điện thoại tới khắp mọi nơi bằng mã từ 00~99 để giúp cậu bé Stepan liên lạc với bố mẹ, nhưng đều thất bại. Stepan thậm chí đã gọi được đến đúng số của bố nhưng người nhấc điện thoại lên lại là cô giúp việc khiến cậu ngỡ rằng đây không phải là số đúng của bố. Bean còn để quên ví tiền và hộ chiếu trước khi lên chuyến tàu tiếp theo và bị người xét vé đuổi xuống vì không có vé.
Bean và Stepan đã cùng nhau đồng diễn tại một khu chợ và sau đó được mọi người tán thưởng bằng rất nhiều tiền. Bean đã dùng số tiền đó để mua vé xe khách nhưng vé đã bị gió cuốn và mắc vào chân của một con gà. Bean đuổi theo nhưng không thành và Stepan đã đi một chuyến xe khác cùng với một ban nhạc.
Ngày hôm sau, Bean đã chạy đến để cứu một cô hầu bàn đang bị quân địch bao vây nhưng không hề biết rằng họ đang quay quảng cáo thuộc chủ đề chiến tranh do đạo diễn Carson Clay chỉ đạo. Carson Clay đã cho Bean vào đóng cùng trong vai quân địch. Và trên tivi đã chiếu cảnh ông Bean vào nhà ga cùng với cậu bé Stepan và trước đó cũng bị người quản lý đuổi ra ngoài, cảnh sát Pháp nghi ngờ ông Bean bắt cóc Stepan làm con tin nên ra lệnh truy nã ông Bean khắp nước Pháp. Sau khi bị sa thải khỏi đoàn phim vì gắn máy quay vào đạo cụ, ông Bean tiếp tục đi dọc đường và đi nhờ xe của cô diễn viên Sabine, chính là người mà ông đã cứu trước đó. Ông loay hoay mãi vì không biết tiếng Pháp. Ông Bean tình cờ gặp lại cậu bé Stepan ở một trạm dừng, ông xin Sabine cho Stepan được đi chung xe đến Cannes.
Hôm sau, ông Bean lái xe đến Cannes và trên tivi có chiếu cảnh ông bỏ trốn. Để tránh cảnh sát, Sabine đã yêu cầu Bean và Stepan cải trang thành đàn bà con gái. Khi đến Liên hoan phim Cannes, Bean nhanh chóng vào phòng kỹ thuật của rạp, tháo cuốn phim đang chiếu và cắm máy quay vào để chiếu những cảnh ông quay được. Đạo diễn Carson Clay nhận thấy điều gì đó bất thường và khi phát hiện ra Bean thì tỏ ra rất tức giận và cố gắng đuổi theo, nhưng khi thấy khán giả vỗ tay không ngừng vì những thước phim hoàn hảo, đồng thời cậu bé Stepan được đoàn tụ với bố mẹ, Carson Clay đã ôm chầm lấy Bean như để cảm ơn Bean vì đã làm được một điều phi thường. Nhưng giữa lúc đó, Bean chợt nhận ra điều gì đó, ông lặng lẽ rời khỏi rạp, trèo qua sân thượng, bước xuống nóc của từng chiếc ô tô ra đến bãi biển và gặp lại những người ông đã gặp trước đó. Ông cùng tất cả mọi người ở biển hát hò vui vẻ ngay sau đó.

## Diễn viên

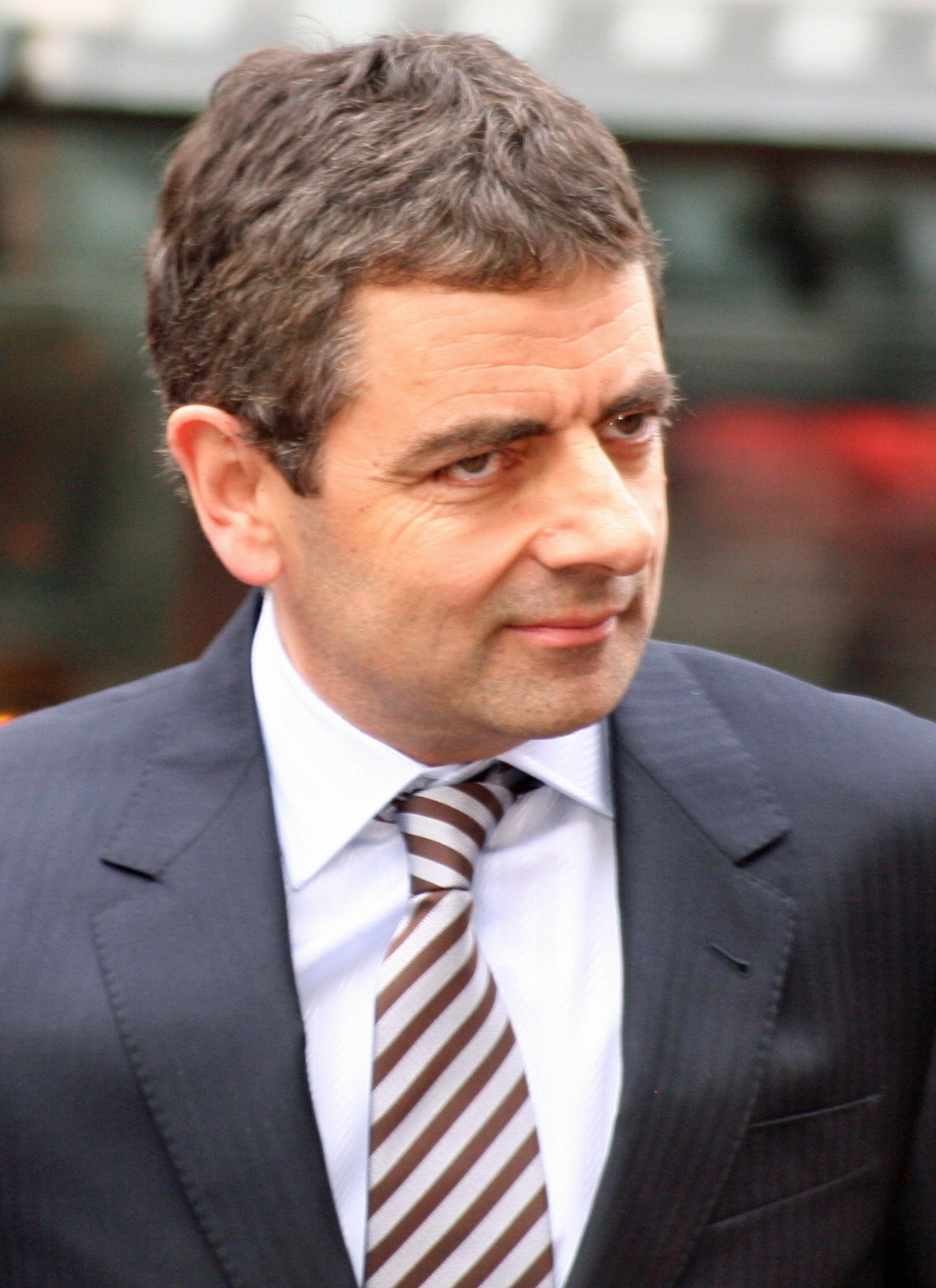
Rowan Atkinson trong buổi ra mắt phim vào tháng 3, 2007.

- Rowan Atkinson vai Ông Bean
- Emma de Caunes vai Sabine
- Max Baldry vai Stepan Dachevsky
- Willem Dafoe vai Carson Clay
- Jean Rochefort vai Ông hầu bàn
- Karel Roden vai Emil Dachevsky
- Steve Pemberton vai Người dò số

## Doanh thu
Doanh thu bộ phim này lên tới khoảng 229,736,344 đô la vì lượng người xem là khá lớn.